# Bobryniec
Bobryniec (ukr. Бобринець) – miasto na Ukrainie w obwodzie kirowohradzkim, siedziba władz dawnego rejonu bobrynieckiego, obecnie wchodzi w skład rejonu kropywnyckiego (w wyniku reformy administracyjnej z 2020 roku).
Stacja kolejowa.

## Historia
Pierwsza wzmianka pochodzi z 1767, od 1802 roku - w jelizawietgradzki ujezd guberni chersońskiej, status miasta od 1828.
Podczas II wojny światowej Bobryniec był okupowan przez wojska niemieckie od 6 sierpnia 1941 r. do 16 marca 1944 r.
Podczas okupacji hitlerowskiej, w styczniu 1942 roku Niemcy utworzyli getto dla żydowskich mieszkańców. Przebywało w nim około 400 osób. W lutym 1942 roku Niemcy zlikwidowali getto, a Żydów zamordowali. 
W 1968 liczyło 11,6 tys. mieszkańców.
W 1989 liczyło 12 869 mieszkańców.
W 2013 liczyło 10 991 mieszkańców.